# Don Gnocchi - L'angelo dei bimbi
Don Gnocchi - L'angelo dei bimbi è una miniserie televisiva italiana diretta da Cinzia TH Torrini e liberamente ispirata al libro Don Carlo Gnocchi: vita e opere di un grande imprenditore della carità di Giorgio Rumi ed Edoardo Bressan. È la storia vera di Don Carlo Gnocchi, sacerdote che riesce nell'Italia del secondo dopoguerra, al suo ritorno dal fronte russo dove ha partecipato come cappellano militare degli alpini, a costruire un'opera di carità ancora oggi attiva e che porta il suo nome.
La miniserie è stata trasmessa in prima visione su Canale 5 il 29 e 30 novembre 2004.

## Trama

### Prima puntata
Allo scoppio della seconda guerra mondiale, il sacerdote Don Carlo Gnocchi decide di partire per il fronte e si unisce agli alpini diretti in Albania, in qualità di padre confessore. Al fronte conosce un milite di nome Giuseppe Esposito (noto come Margherita) e parecchi bravi ragazzi, alcuni dei quali non sanno né leggere né scrivere, e per i quali sarà un supporto speciale.
Dopo aver visto l'orrore della guerra, e successivamente alla morte di un militare di cui era molto amico, Don Gnocchi decide di ritornare a casa, lasciando quei poveri uomini al loro destino. Una volta rientrato, Don Gnocchi ritorna dai suoi ragazzi nella sua scuola. Lì scopre che i suoi ragazzi sono stati presi nell'esercito per andare a combattere, tutti presi come volontari. Don Gnocchi cerca allora di fare qualcosa, ma inutilmente, e l'unica cosa concreta che può fare è seguirli, andare con loro e cercare di riportarli a casa vivi, tutti quanti.
Una volta arrivati in Russia, Don Carlo ritrova il suo vecchio amico Margherita, nel frattempo divenuto sergente e capo di quella squadra di uomini. Ma anche qui il dolore affliggerà Don Gnocchi e colpirà molti dei suoi ragazzi uccidendoli o lasciandoli paralizzati. Intanto, in un'imboscata Margherita viene gravemente ferito e muore secondo sua volontà, da alpino.

### Seconda puntata
Don Gnocchi e i suoi ragazzi rientrano a casa chi prima, chi dopo. Lungo il cammino, Don Carlo raccoglie oggetti appartenenti ai cadaveri che giacciono per terra per riconsegnarli alle proprie famiglie, dando loro la triste notizia. Anche di Margherita raccoglie qualche oggetto che consegnerà al figlio dello stesso Margherita, al quale descriverà il padre come un eroe. Ma è proprio mentre consegna uno degli ultimi oggetti raccolti che si accorge di quanta sofferenza può arrecare vedere un bambino che non può camminare, che non può più vedere: Don Carlo decide quindi di portare quel bambino via con sé, rasserenando sua nonna e dicendole che l'avrebbe tenuto nella sua grande casa in cui accoglierà tutti i bambini mutilati, vittime della guerra.
Matteo, il miglior ex-studente di Don Gnocchi, ritorna a casa e riconosce il maestro, la sua vecchia fidanzata e il suo vecchio migliore amico, i quali nel frattempo si sono sposati. Don Gnocchi, grazie all'amicizia con monsignor Montini, riesce a ottenere un incontro col pontefice, Papa Pio XII, per chiedere di accettare l'idea di espandere questi centri d'accoglienza per bambini mutilati in tutto il mondo.
Nel dicembre del 1955, Don Gnocchi, da tempo gravemente malato, ha una forte crisi che lo costringe a stare a letto sino alla sua morte, il 14 febbraio del 1956. Prima di morire, Don Gnocchi fa il suo ultimo atto: la donazione delle cornee. Nel frattempo Matteo, il quale fino ad allora non era riuscito a spegnere questo suo rancore per il male della guerra che riversava su tutti quelli che gli stavano attorno, cerca di parlare con Don Carlo prima della sua dipartita, ma non ce la fa: è allora che ha la vera vocazione e diventa così sacerdote, l'erede del suo maestro da cui ha imparato tutto.

## Ascolti
| N° | Prima TV         | Telespettatori | Share  |
| -- | ---------------- | -------------- | ------ |
| 1  | 29 novembre 2004 | 6 239 000      | 23,67% |
| 2  | 30 novembre 2004 | 7 206 000      | 28,13% |